# Métropole de Thèbes et Livadia

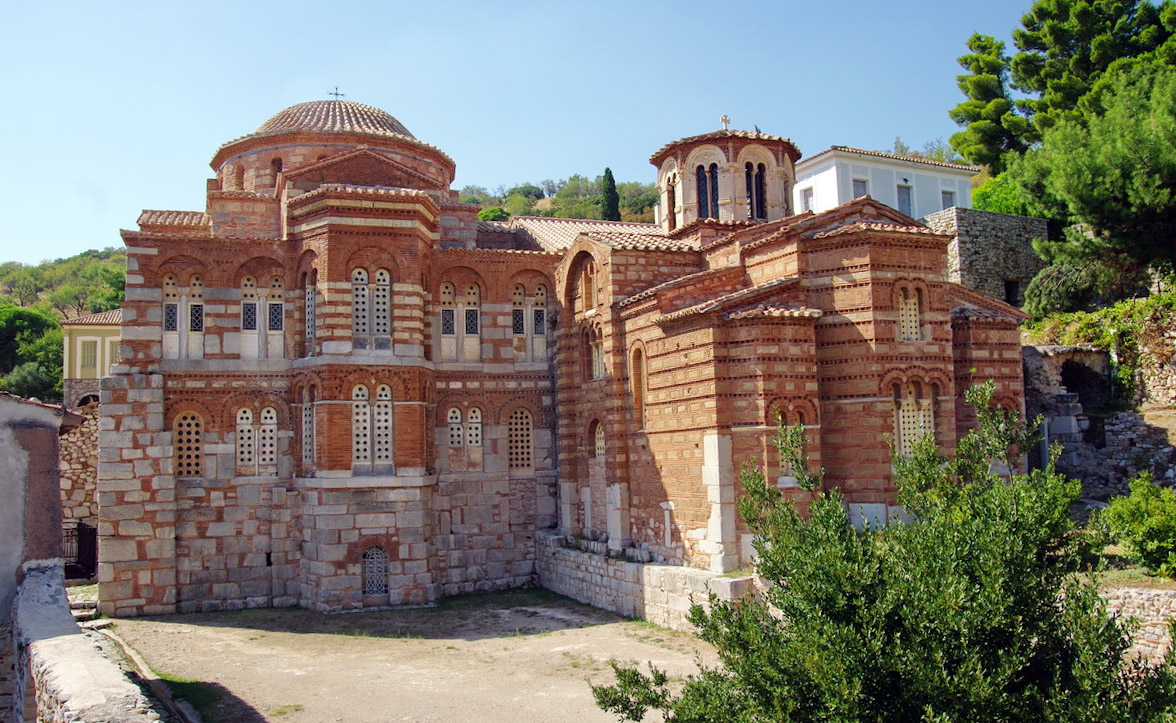
Le monastère d'Ósios Loukás, près de Dístomo.

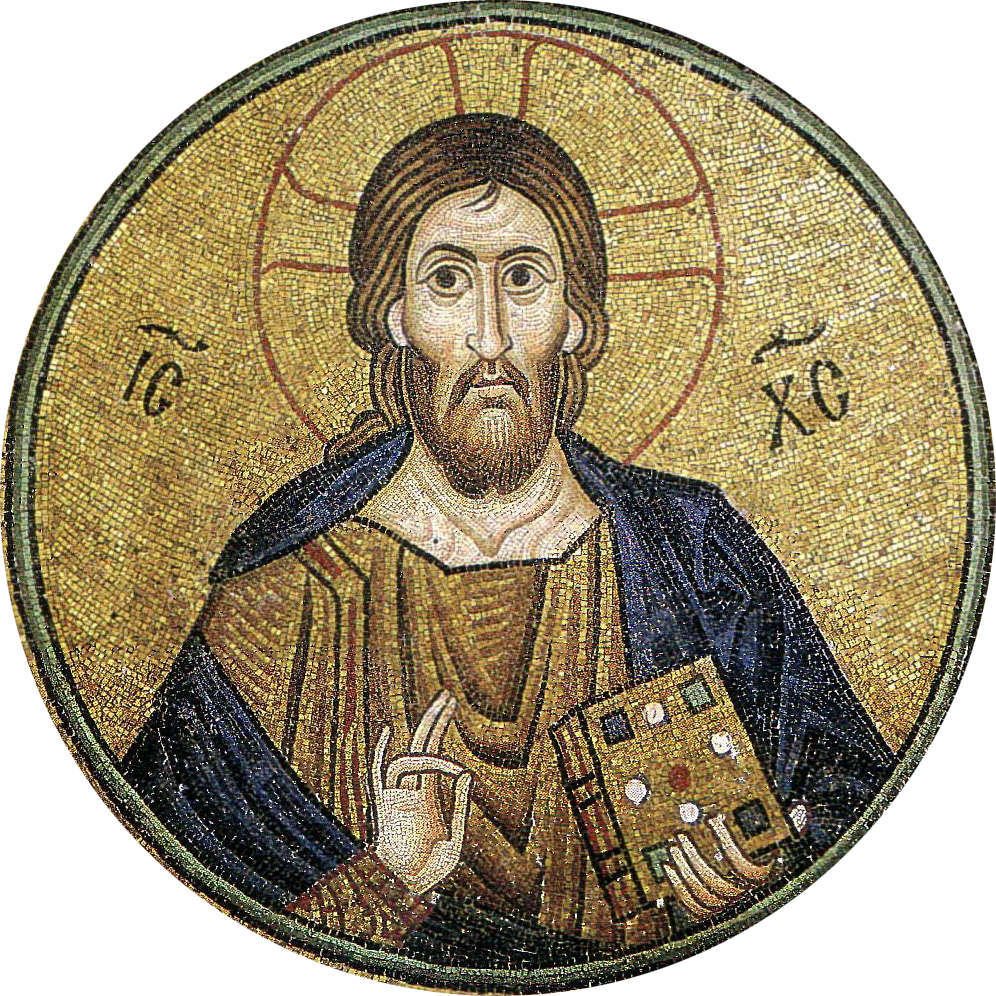
Le Christ Pantocrator, mosaïque du XIIe siècle, monastère d'Osios Loukas.

La Métropole de Thèbes, Livadia et Aulis (en grec byzantin : Ιερά Μητρόπολις Θηβών, Λεβαδείας και Αυλίδος) est un évêché de l'Église orthodoxe de Grèce. Elle a son siège à Livadiá et étend son ressort sur la Béotie en Grèce-Centrale.

## La cathédrale
C'est l'église de l'Entrée au Temple de la Mère de Dieu à Livadiá.

## Les métropolites
- Geórgios (el) (né Georgios Mantzouranis sur l'île de Naxos en 1952) depuis 2008.
- Jérôme (né Jean Liapis à Inophyta de Béotie en 1938) de 1981 à son élection comme archevêque d'Athènes en 2005.

## L'histoire
Selon une tradition ancienne, saint Luc, l'évangéliste, serait originaire de Béotie et y aurait fondé les premières communautés chrétiennes. Son tombeau, selon la même tradition, est à Thèbes.

## Le territoire
- Livadiá, 6 paroisses :
  - Entrée au Temple de la Mère de Dieu,
  - Saint-Georges,
  - Saint-Nicolas,
  - Saint-Pantéléïmon,
  - Annonciation,
  - Sainte-Parascève.

- Thèbes, 9 paroisses :
  - Les saints-Théodore,
  - Saint-Athanase,
  - Saint-Georges,
  - Saint-Démétrios,
  - Notre-Dame la Grande,
  - Saint-Constantin,
  - Dormition de la Mère de Dieu,
  - Saint-Nicolas (Rouphos),
  - Les saints-Pierre et Paul.

Le territoire de la métropole de Thèbes et Livadia englobe le monastère d'Osios Loukas, classé au patrimoine mondial de l'UNESCO depuis 1990.

## Les sources
- (el) Le site de la métropole : https://www.imtl.gr/